# 席教事
席教事（？年—？年），字覺海，山西平陽府臨汾縣人，清朝初年政治人物。

## 生平
天啟七年（1627年）丁卯科舉人，崇禎十六年（1643年）會試中式。清順治三年（1646年）補殿試，成進士，順治五年任溫州府推官，順治六年任九江府推官。顺治十六年升任四川按察使司佥事。順治十七年以刑部主事擢四川提學僉事。

## 著作
有《閬中吟棲雲草》、《東關洪家門詩碣》、《游東山禪院詩》等。